# Левчук, Тимофей Васильевич
Тимофей Васильевич Левчу́к (укр. Тимофій Васильович Левчук; 19 января 1912, Быстреевка — 14 декабря 1998, Киев) — советский и украинский кинорежиссёр, педагог, публицист. Народный артист СССР (1972).

## Биография
Родился в украинской семье в селе Быстреевка (ныне — в Бердичевском районе, Житомирская область, Украина).
В 1930 году окончил педагогический техникум, а в 1934 году — режиссёрский факультет Киевского института кинематографии.
С 1935 года — ассистент режиссёра на Киевской кинофабрике, работал в съёмочной группе «Прометей» (1936). С конца 1935 года проходил службу в Красной армии. После демобилизации работал на фильмах «Всадники» (1939), «Майская ночь» (1940).
С началом войны призван в Советскую армию. В 1942 году вступил в ВКП(б). В звании капитана был начальником штаба 440 отдельного линейного батальона связи на Калининском фронте. На 2-й Украинском фронте был в управлении связи в составе 81-й стрелковой дивизии. Демобилизован в ноябре 1945 года в звании майора.
По возвращении на Киевскую киностудию (с 1957 года — Киностудия имени А. Довженко) работал вторым режиссёром на фильме «Голубые дороги» (1947), режиссёром дубляжа на украинский язык, поставил несколько документальных фильмов. В 1952 году поставил совместно с Гнатом Юра фильм-спектакль «В степях Украины». Был художественным руководителем художественных фильмов «Небо зовёт» (1950), «Тайна партизанской землянки» (1974), «Весь мир в глазах твоих…» (1977), «Колесо истории» (1981), «Женские радости и печали» (1982), «Водоворот» (1983).
С 1960 года преподавал в Киевском институте театрального искусства им. И. Карпенко-Карого. С 1976 года — профессор.
Член Союза кинематографистов СССР (СК Украинской ССР), с 1957 года — председатель Организационного бюро, с 1963 по 1987 год — 1-й секретарь правления СК Украинской ССР. С 1965 по 1986 год — секретарь правления СК СССР.
Кандидат в члены ЦК КП Украины с 1973 года. Депутат Верховного Совета Украинской ССР 6—10-го созывов.
Умер 14 декабря 1998 года в Киеве. Похоронен на Байковом кладбище.

### Семья
- Жена — Надежда Алексеевна Первенцева, родная сестра писателя Аркадия Первенцева, троюродная сестра Маяковского
- Дочь — Лариса Тимофеевна Левчук (род. 1940), искусствовед, доктор философских наук, профессор Киевского университета.
- Зять — Григорий Романович Кохан (1931—2014), кинорежиссёр и сценарист.
- Внук — Тимофей Григорьевич Кохан (р. 1965), кандидат искусствоведения. Заслуженный деятель искусств Украины (2008).

## Фильмография
- 1949 — Заря над Карпатами (документальный)
- 1950 — Киев (документальный)
- 1952 — В степях Украины (совместно с Г. Юра)
- 1953 — Калиновая роща
- 1953 — Н. В. Гоголь (документальный)
- 1954 — Поёт Украина (совместно с В. Лапокнышем)
- 1955 — Пламя гнева
- 1956 — Иван Франко
- 1958 — Киевлянка
- 1960 — Наследники
- 1962 — Закон Антарктиды
- 1964 — Космический сплав
- 1966 — Два года над пропастью
- 1968 — Ошибка Оноре де Бальзака
- 1970 — Семья Коцюбинских
- 1972 — Длинная дорога в короткий день
- 1973—1976 — Дума о Ковпаке («Набат», «Буран», «Карпаты, Карпаты…»)
- 1980 — От Буга до Вислы
- 1982 — Если враг не сдаётся…
- 1985 — Мы обвиняем
- 1986 — И в звуках память отзовётся
- 1990 — Война на западном направлении (совместно с Г. Коханом)
- 1991 — Бухта смерти (совместно с Г. Коханом)

## Награды и звания
- медаль «За боевые заслуги» (31 марта 1943)[7];
- орден Красной Звезды (29 декабря 1943)[6];
- медаль «За трудовую доблесть» (6 марта 1950) — за выдающиеся заслуги в развитии советской кинематографии, в связи с 30-летием[12];
- два ордена Отечественной войны II степени (22 февраля 1945, 6 апреля 1985)[13][14];
- поощрительный диплом Всесоюзного кинофестиваля в Минске (1960) — за фильм «Киевлянка» (1958)[5];
- диплом на I Кинофестивале республик Закавказья и Украины в Тбилиси (1967) — за фильм «Два года над пропастью» (1966)[5];
- народный артист Украинской ССР (1969)[источник?];
- Государственная премия Украинской ССР им. Т. Шевченко (1971) — за фильм «Семья Коцюбинских»[5][11];
- народный артист СССР (1972)[2];
- премия на X Всесоюзном кинофестивале в Риге (1977) — за последовательное воплощение героико-патриотической темы в фильме «Карпаты, Карпаты…» («Дума о Ковпаке» фильм третий)[5][15];
- премия чехословацких зрителей на XXIX Кинофестивале «Люди труда» в Либереце (ЧССР, 1978) — за яркое воплощение образов героев партизанского движения в годы Великой Отечественной войны в фильме «Карпаты, Карпаты…» («Дума о Ковпаке» фильм третий)[5];
- Золотая медаль имени А. П. Довженко (1979) — за создание фильма на героико-патриотическую тему, трилогия «Дума о Ковпаке»[5][11];
- медаль «За взятие Вены»[16];
- медаль «За взятие Будапешта»[16];
- медаль «За победу над Германией в Великой Отечественной войне 1941—1945 гг.»[16];
- заслуженный деятель искусств Украинской ССР[17];